# Barahna booloumba
Barahna booloumba är en spindelart som beskrevs av Davies 2003. Barahna booloumba ingår i släktet Barahna och familjen Stiphidiidae. Inga underarter finns listade.